# Авольсайм
Авольса́йм (фр. Avolsheim) — коммуна на северо-востоке Франции в регионе Гранд-Эст (бывший Эльзас — Шампань — Арденны — Лотарингия), департамент Нижний Рейн, округ Мольсем, кантон Мольсем.
Площадь коммуны — 1,83 км², население — 746 человек (2006) с тенденцией к стабилизации: 732 человека (2013), плотность населения — 400,0 чел/км².

## Население
Население коммуны в 2011 году составляло 727 человек, в 2012 году — 726 человек, а в 2013-м — 732 человека.
| 1962 | 1968 | 1975 | 1982 | 1990 | 1999 | 2006 | 2008 | 2011 | 2012 | 2013 |
| ---- | ---- | ---- | ---- | ---- | ---- | ---- | ---- | ---- | ---- | ---- |
| 478  | 487  | 513  | 513  | 567  | 657  | 746  | 752  | 727  | 726  | 732  |

Динамика населения:

## Экономика
В 2010 году из 489 человек трудоспособного возраста (от 15 до 64 лет) 384 были экономически активными, 105 — неактивными (показатель активности 78,5 %, в 1999 году — 76,2 %). Из 384 активных трудоспособных жителей работали 366 человек (202 мужчины и 164 женщины), 18 числились безработными (шестеро мужчин и 12 женщин). Среди 105 трудоспособных неактивных граждан 45 были учениками либо студентами, 37 — пенсионерами, а ещё 23 — были неактивны в силу других причин.